# Batizmi
Batizmi ist ein jesidisches Fest, das von den Jesiden gefeiert wird, die aus der Tur-Abdin-Region im Südosten der Türkei stammen. Die Jesiden, die das Batizmi-Fest feiern, werden als Çelka-Jesiden bezeichnet. Batizmi wird zu Ehren des Heiligen Pir Ali gefeiert.
Çelka-Jesiden aus der Tur-Abdin-Region werden als Torîs und aus der Umgebung von Nusaybin als Çolî bezeichnet. Das Batizmi-Fest wird auch von einigen jesidische Stämmen in Sindschar und Schaichān im Nordirak gefeiert.